# 瑪麗蓮·曼森
布萊恩·曉·華納（英語：Brian Hugh Warner，1969年1月5日—），藝名瑪麗蓮·曼森（Marilyn Manson），美國男歌手，亦是同名樂隊主唱。他的藝名「瑪麗蓮·曼森」糅合了美國女演員瑪麗蓮·夢露（Marilyn Monroe）的名「瑪麗蓮」和上師查爾斯·曼森（Charles Manson）的姓「曼森」。

## 傳記

### 早期生活
1969年1月5日，瑪麗蓮·曼森生於美國俄亥俄州坎頓。母親芭柏·懷耶（Barb Wyer，後隨夫姓）是美國聖公會教徒，父親休·華納（Hugh Warner）是天主教教徒。據瑪麗蓮·曼森的自傳《The Long Hard Road Out of Hell》，他承繼父親祖先的德國裔和波蘭裔血統。他跟隨母親的信仰，入讀遺產基督教學校，後於1987年轉校至樞機主教吉本斯高校（Cardinal Gibbons High School）。1990年入讀布劳沃德学院，攻讀新聞學學位，後於時尚生活雜誌《25th Parallel》實習，期間結識了不少音樂人和樂隊，其中My Life With the Thrill Kill Kult樂隊、特倫特·雷泽諾（來自九寸釘樂隊）後來常與他領導的瑪麗蓮·曼森比較。

### 音樂
1989年，瑪麗蓮·曼森在佛羅里達州組織Marilyn Manson & the Spooky Kids樂隊（他在1992年把樂隊名稱簡化為現行的Marilyn Manson）。1993年夏季，他領導的樂隊引來九寸釘樂隊主音特倫特·雷泽諾注意。 1994年，特倫特·雷泽諾製作瑪麗蓮·曼森樂隊的首張專輯《Portrait of an American Family》，由Nothing Records發行。1995年，樂隊發行第二張專輯——EP混音專輯《Smells Like Children》，其中歌曲《Sweet Dreams (Are Made of This)》的音乐录影带大紅。

## 專輯列表
- Portrait of an American Family美國家庭雕像 (1994)
- Smells Like Children孩子氣 (1995)
- Antichrist Superstar離經叛道 (1996)
- Remix and Repent 悔不當初 (1997)
- Mechanical Animals機械化動物 (1998)
- The Last Tour on Earth終結地球現場演唱精選 (1999)
- Holy Wood (In the Shadow of the Valley of Death)亡命聖林 (2000)
- The Golden Age of Grotesque驚世駭俗 (2003)
- Lest We Forget(The Best of)魔界驚選 (2004)
- Eat Me, Drink Me生吞活剝 (2007)
- The High End of Low高級墮落 (2009)
- Born Villain壞胚子 （2012）
- The Pale Emperor 蒼白皇帝（2015）
- Heaven Upside Down 煉獄崛起（2017）
- We are Chaos 混沌 (2020)
- One Assassination Under God - Chapter 1（2024）